# Le Journal d'un homme de trop
Le Journal d’un homme de trop (titre original : Dnevnik Lishnego Cheloveka) est un roman court d'Ivan Tourgueniev paru en 1850.
Le récit, livré sous la forme d'un journal tenu à la première personne par Tchoulkatourine, qui se surnomme lui-même « l'homme de trop », est une satire si cinglante de la société russe que plusieurs passages furent censurés lors de la publication en volume de la nouvelle en 1860. L'œuvre définit l'archétype de l'homme de trop, personnage emblématique de la littérature russe, notamment chez Dostoïevski dans L'Éternel Mari et Le Joueur.
L'œuvre, traduite en France dans sa version intégrale en 1861, paraît dans la Revue des deux Mondes, avant d'être reprise en volume deux ans plus tard. 

## Résumé
Bien qu'il soit encore jeune, Tchoulkatourine se meurt. Sa prochaine disparition l'incite à se remémorer sa brève existence qu'il raconte, jour après jour, dans une sorte de journal intime et récapitulatif.
Fils d'une famille de propriétaires aisés, il grandit mal et sans joie. Son père, joueur invétéré, ne se soucie guère de lui, à l'exemple de sa mère, femme bienveillante, mais froide, surtout attentive à sa douleur d'épouse délaissée.
À la mort subite du père, victime d'une apoplexie, Tchoulkatourine n'a que 12 ans. Sa mère doit vendre toutes les terres pour payer les dettes de jeu de son défunt mari, sauf une des plus modestes. Après ce mauvais coup du sort, elle décide de s'installer avec son fils à Moscou. C'est là que Tchoulkatourine prend peu à peu conscience de son insignifiance, de sa position de surnuméraire.
Il se retrouve un jour dans le district montagneux où se trouve sa petite propriété, près de la ville d'O... Il devient bientôt un habitué de la maison du haut fonctionnaire Ojoguine, et s'éprend de sa fille, Élisabeth Cyrillovna, que tout le monde surnomme familièrement Lise. La fille de 17 ans lui fait fort bon accueil : ils se promènent dans les bois bras dessus bras dessous, en compagnie du père et d'un autre fonctionnaire ; ils prennent le thé en famille ; ils lisent à haute voix Le Prisonnier du Caucase de Pouchkine : tout semble les rapprocher. Pourtant, ce début d'idylle, si jamais il en fut, s'évanouit quelques semaines plus tard avec l'arrivée du prince N..., un bel homme grand de vingt-cinq ans, dont Lise tombe amoureuse. Du coup, la fille devient distante et indifférente, voire agacée, à l'égard de Tchoulkatourine. Lors d'un bal, le sort n'épargne pas ce dernier qui est ridiculisé en tentant d'insulter son rival qui le provoque en duel.  L'affrontement a lieu au matin suivant et se déroule de telle manière que Tchoulkatourine en sort humilié et que toutes les portes de la ville lui sont ensuite fermées pour souligner la honte de sa conduite extravagante. Même quand le prince quitte la ville sans donner suite à une promesse de mariage que tout un chacun espérait pour Lise, Tchoulkatourine ne rentre pas en grâce. Un jour, dans le jardin des Ojoguine, il est témoin d'un rendez-vous secret entre Lise et Besmionkov, un autre fonctionnaire, devenu le confident de sa peine d'amour et auquel elle accordera finalement sa main.

## Éditions françaises
- Le Journal d'un homme de trop, traduit par Louis Viardot en collaboration avec l'auteur, Paris, Revue des deux Mondes, 1863 ; réédition, Paris, Librairie générale française,  « Le Livre de poche. Libretti » no 14946, 2000, 92 pages.  (ISBN 9782253149460)
- Le Journal d'un homme de trop, traduit par Françoise Flamant, dans Romans et nouvelles complets, tome I, Paris, Éditions Gallimard, « Bibliothèque de la Pléiade » no 289, 1981,  (ISBN 2-07-010980-1)  ; réédition, Paris, Mercure de France, « Le petit Mercure », 2007